# Алиев, Сабир Джахан оглы
Саби́р Джаха́н оглы́ Али́ев (род. 1944, Амирхеир, Красносельский район) — проректор по учебной работе Азербайджанского медицинского университета (2001), доктор медицины (1992), профессор (1993), заслуженный деятель науки Азербайджанской Республики (20.09.2010).

## Жизнь и деятельность
Сабир Алиев родился в 1944 году в селе Амирхеир Чамбаракского района. В 1961 году с золотой медалью окончил среднюю школу села Голкенд. В 1967 году окончил лечебно-профилактический факультет Азербайджанского государственного медицинского института имени Н. Нариманова. По назначению он был назначен врачом-ординатором в санатории Нафталан, затем заведующим отделением по лечению.

### Научная деятельность
В 1969—1972 годах поступил в аспирантуру на кафедру патологической физиологии Азербайджанского государственного медицинского института им. Н.Нариманова. В марте 1973 года защитил кандидатскую диссертацию. В 1972 году избран ассистентом, в 1973 году — старшим преподавателем, в 1976 году — доцентом. Много лет работал заведующим учебной частью кафедры. В 1992 году защитил докторскую диссертацию. В 1993 году избран на должность профессора Азербайджанского медицинского университета. В 1994 году ВАК (Высшая аттестационная комиссия) присвоил ему учёное звание профессора патофизиологии. В 1999—2001 годах работал деканом Первого ФЛП (Факультет лечения и профилактики).

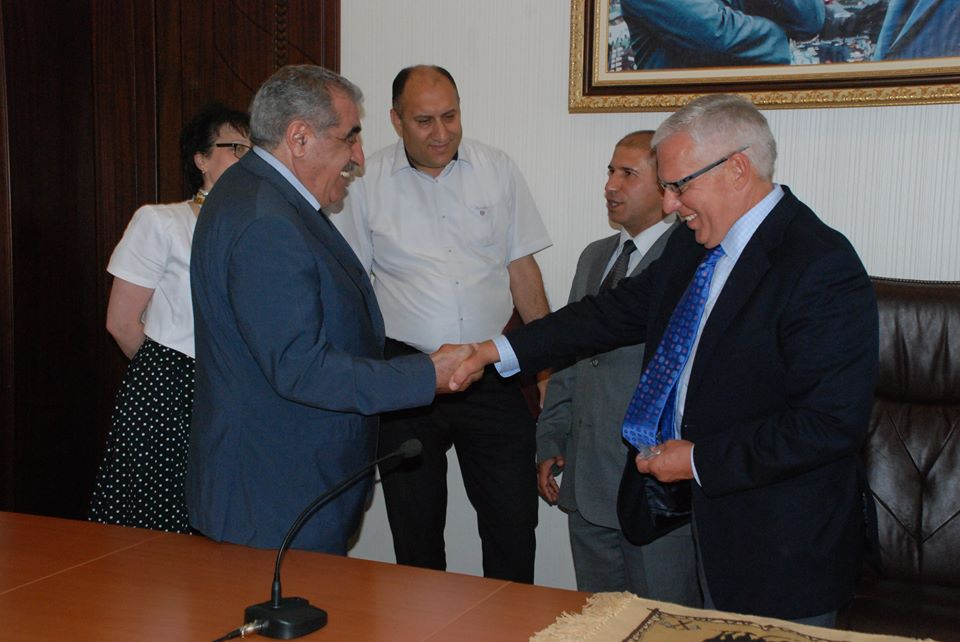

В феврале 2001 года избран заведующим кафедрой патологической физиологии, а в мае того же года назначен на должность проректора по учебной работе университета.
Он является председателем «Медико-теоретического отдела», действующего в Министерстве образования Азербайджанской Республики, Центральной методической комиссии университета и Совета обороны по специальности «анатомия, патофизиология, биохимия, фармакология». Он является членом Большого Учёного Совета Университета и Учёного Совета Педиатрического Факультета, Редколлегии Азербайджанского Медицинского Журнала и Совета «Медицина» НАНА.
С 1992 года он является членом «Нового Азербайджана» и председателем университетской организации этой партии.
27 февраля 2008 года он был избран академиком медицинского факультета Международной академии исследований тюркского мира.
Является автором 306 научных работ, 6 учебников, 4 учебных пособий, 4 научно-популярных брошюр, патофизиологического атласа электронного учебника, изданного впервые на 3-х языках (азербайджанский, русский, английский), нескольких учебно-методических пособий.
Под его руководством защищено 12 кандидатских диссертаций, ведётся работа по 5 кандидатским и 4 докторским диссертациям.

## Награды и отличия
- В 1986 году ему было присвоено почётное звание «Медицинский работник», а в 2000 году — «Заслуженный учитель Республики». В 2004 г. награждён Орденом Почёта Министерства здравоохранения;
- 14 июня 2007 г. награждён медалью «Прогресс»[4];
- 6 марта 2009 года той же академией он был награждён медалью «Международная золотая звезда за заслуги перед тюркским миром»[3];
- 15 декабря 2009 г. Комитет по международным наградам Организации Объединенных Наций (ООН) наградил его европейским орденом «Честь и совесть» за достижения в области науки и образования[3];
- 12 мая 2010 года награждён орденом Николая Пирогова Европейской академии[3];
- 20 сентября 2010 года распоряжением Президента Азербайджанской Республики Ильхама Алиева ему было присвоено почётное звание Заслуженного деятеля науки Азербайджанской Республики[1];
- 24 декабря 2011 года награждён орденом «Гиппократа» Международного союза наград[3];
- 26 марта 2014 года он был награждён дипломом «Ибн-и-Сина» за выдающиеся заслуги перед медицинским отделом Международной академии исследований тюркского мира[3].

## Книги

### Научные книги
1. Azərbaycanda patoloji fiziologiya fənninin inkişaf tarixi: Azərbaycan Tibb Universiteti - 80 [Mətn] /S.Əliyev[5]
2. Patoloji fiziologiya [Mətn] : [I və II hissə : dərslik] /S. C. Əliyev (elmi red., ön söz), M. X. Əliyev (elmi red., ön söz) ; [dizayner-tərtibat. C. Z. Abışlı][6]
3. Patoloji fiziologiyadan atlas [Mətn] : dərslik /S.Əliyev, M.Əliyev ; elmi red. N. C. Mikayılzadə ; rəyçilər F. İ. Cəfərov, M. M. Cahangirov[7]
4. Tibbi biliklərin əsasları [Mətn] : ali məktəblər üçün dərslik /S. Əliyev, H. Hacıyeva, N. Mikayılzadə ; Elmi red. F. Y. Talıbov[8]

### Научные статьи
1. Сущность и особенности профессии учителя. Материалы научно-практической конференции, проведённой в Азербайджанской государственной академии физического воспитания и спорта на тему «Учитель средней школы, реалии, проблемы и перспективы», Баку, 2004, стр. 39-41.
2. Изменения свертываемости крови и лимфы при феномене Артюса. Азербайджанский медицинский журнал, Баку, 2004, № 2, стр. 42-44.
3. Коррекция нарушений свертывания крови и лимфы в динамике анафилактического шока. Научно-педагогические известия Университета Одлар Юрду Баку, 2004, N12, с.184-192.
4. Изменения микроэлементов и их значение в эпидемиологии бронхиальной астмы. Бангкок, Таиланд, 2004 г., стр. 130.
5. Эпидемиология бронхолегочной патологии и микроэлементы. НИ Педиатрия, Баку, 2004, стр. 67.
6. Современное состояние вопроса о микроэлементах как экологическом факторе здоровья и болезни. Материалы научной конференции Института гигиены и эпидемиологии, Баку, 2004, с.190.
7. О роли микроэлементов в иммунных механизмах анафилактических реакций. Материалы III национальной конференции по иммунологическим, иммунопатологическим и аллергическим проблемам, Баку, 2004, стр.167.
8. Антигипоксические средства и микроэлементы. Изд. «Вектор», Баку, 2003, № 1, стр. 5-8.
9. Нарушения свертывания крови и лимфы при анафилактических реакциях. «Здоровье», 2003, № 5, стр. 75-78.
10. Отражение духовного наследия Абдулмеджида Тебиба в современной медицине. «Здоровье», 2004, № 8, с.91-92.
11. Нарушения лимфатического дренажа сердца и свертывания крови и лимфы в постреанимационный период. Мэтт. Юбилейная конференция, посвященная 80-летию проф. М. М. Абдуллаева, Баку, 2004, стр. 35-43.
12. Об участии микроэлементов в распространении бронхолегочной патологии у детей. Актуальные проблемы педиатрии в Азербайджане. Сборник научных трудов, Баку, 2004, 18-20.
13. Некоторые вопросы патогенеза синдрома перитонеальной интоксикации. Проф. Материалы конференции, посвященной 95-летию С. М. Салихова, Баку, 2004, стр.19.
14. Коррекция нарушений свертывания крови и лимфы в динамике анафилактического шока. Научно-педагогические известия Университета Одлар Юрду, Баку, 2004, N12, с.184-192.
15. Динамика изменения артериальных натрийуретических факторов в зависимости от состояния гемокапилляров сердечной мышцы. Мэтт. IV Всемирный конгресс по астме, IX Международный конгресс по клинической патологии. Физиология и патология иммунной системы. Бангкок, Таиланд, 2004, Т.6, № 1, стр.29.
16. Динамика изменения активности предсердных натрийуретических гранул в левом предсердии в зависимости от состояния кровоснабжения сердечной мышцы. Сборник научных трудов, Баку, 2004, том 1, стр. 148—155.
17. Элементный состав лимфы при патологических состояниях и возможность лимфомикроциркуляции с микроэлементами. Азмеджурнал, 2005.
18. Состояние перекисного окисления липидов в перитонеальном экссудате при перитоните. Здоровье, Баку, 2005, N5, с.83-85.
19. Результаты исследования токсичности перитонеальной жидкости при перитоните. Академик Общества физиологов Азербайджана. Материалы III съезда, посвященного 95-летию со дня рождения А. И. Гараева, Баку, 2005, стр. 118—216.
20. Реализация иммунотропного и противовоспалительного действия препаратов «Азеомед» и «Солодка голая». Международный симпозиум по исследованиям и разработкам в области медицинской химии 2005 г. РЕЗЮМЕ. Кушадасы-Турция, 2005, стр.83.
21. Роль воспалительного процесса в патогенезе ишемической болезни сердца. Азербайджанский медицинский журнал, № 1, 2006, стр. 30-31.
22. Патогенетические основы некоторых изменений микрофлоры кишечника при перитоните. «Здоровье», 2006, № 7, стр. 24-29.
23. Некоторые особенности эпидемиологии и патогенеза ишемической болезни сердца, ассоциированной с H. pylori. «Здоровье», 2006, № 6, стр. 110—113.
24. Влияние перитонеальной интоксикации на активность ферментов печени. Материалы научной конференции, посвященной 85-летию со дня рождения Т. А. Алиева, Баку, 2006 г., стр.62-63.
25. Влияние коррекции лимфатического дренажа сердца на постреанимационные процессы восстановления. Основатель анатомической школы в Азербайджане, заслуженный учёный, проф. Сборник научных статей международной конференции, посвященной 100-летию со дня рождения К. А. Балакишиева, Баку, 2006, стр. 160—163.
26. Сравнительный анализ изменений свертывания крови и лимфы при экспериментальной сенсибилизации. Видный государственный деятель и учёный, проф. Материалы научной конференции, посвященной 110-летию со дня рождения А.Алиева, Баку, 2007, стр. 57-59.
27. О термине «клиническая смерть». Видный государственный деятель и учёный, проф. Материалы научной конференции, посвященной 110-летию со дня рождения А.Алиева, Баку, 2007 г., стр.59-61.
28. Влияние воспалительного экссудата на свертываемость крови и лимфы в реактивную фазу перитонита. Материалы научной конференции, посвященной 85-летию Х.Исазаде, Баку, 2007, стр.62-63.
29. Нарушения свертываемости лимфы и лимфатического дренажа тканей при экспериментальном остром перитоните. Аллергология и иммунология, 2007, стр. 10-11.
30. Нарушения иммунных показателей при общих и местных аллергических реакциях. «Здоровье», Баку, 2008, стр. 7-10.
31. Механизмы нарушения свертывания крови и лимфы при остром перитоните. XII Международный конгресс по реабилитации в медицине и иммунореабилитации. Всемирный форум по астме. Дубай, Объединенные Арабские Эмираты, 2008 г., стр.50.
32. Влияние различных смесей лимфотропных веществ на лимфодренаж сердца в постреанимационном периоде. Заслуженный учёный, проф. Материалы научной конференции, посвященной 75-летию со дня рождения Р. А. Аскерова, Баку, 2008, стр.60-62.
33. О механизме активации внутрисосудистого свертывания крови и лимфы при экспериментальном перитоните. Баку, в связи с 40-летием создания Научного общества аллергологов, иммунологов и иммунореабилитологов Азербайджана и проф. Материалы III Национального Конгресса, посвященного 80-летию со дня рождения П. Д. Каца, 2008, с.93-96
34. Активация перекисного окисления липидов является важным звеном патогенеза острой пневмонии. III Азербайджанский конгресс по аллергологии, иммунологии и иммунореабилитации, Баку, 2008 г., стр.86-89.
35. При лечении стоматологических заболеваний прежде всего необходимо определить их этиологию. Общественная, научно-медицинская газета «Стоматолог», Баку, N4, 12 ноября 2008 г., стр.6.
36. Взаимодействие скоростей кровотока и лимфы при экспериментальном перитоните. Проф. Материалы практической конференции, посвященной 65-летию со дня рождения А.Тагиева, Баку, 2009, стр. 129—132.
37. Уровень иммуноглобулинов Е и G в крови и лимфе животных при предварительном введении Зиртека. Биомедицина, Баку, № 2, 2009, 27-30 с.
38. Роль внутрисосудистого свертывания лимфы в нарушении лимфатического оттока тканей при перитоните. Материалы научно-практической конференции, посвященной 90-летию профессора И. М. Мамедова. Баку-2009, стр. 156—157.
39. Свертываемость крови и лимфы в патогенезе воспалительных осложнений перелома нижней челюсти. Сборник научных статей международной конференции, посвященной 90-летию кафедры анатомии человека АМУ, Баку-2009, стр. 60-62.
40. Активация внутрисосудистого свертывания крови и лимфы при односторонней окклюзии мочеточника. Азербайджанский медицинский журнал, Баку, 2009, № 1 с. 101—106.
41. Нарушения коагуляционного звена гемо- и лимфостаза при травматических повреждениях челюстно-лицевой области // Международный журнал иммунореабилитации. Азербайджанский Медицинский Университет Москва, 2009, с. 11, № 1, стр. 97-98.
42. Деятельность Азербайджанского Медицинского Университета в сфере подготовки медицинских кадров и научно-медицинских специалистов для республики. Азербайджанский медицинский журнал, Баку, 2010, № 4, стр. 134—146.
43. Об этиологии и патогенезе сердечно-сосудистых патологий, развивающихся на фоне сахарного диабета. Журнал «Здоровье», Баку, 2010, № 5, стр. 158—162.
44. Влияние антиоксидантной терапии на свертывание крови и лимфы при экспериментальном перитоните. Материалы международной научной конференции, посвященной 80-летию Азербайджанского Медицинского Университета, Баку, 2010 г.
45. Нарушения свертывания крови и лимфы, невоспалительный компонент воспалительных осложнений перелома нижней челюсти/Материалы юбилейной конференции, посвященной 80-летию АМУ. Азербайджанский медицинский университет, Баку, 2010, с. 362—363.
46. Влияние препарата зиртек (цетиризин) на уровень серотонина в крови и лимфе при анафилактическом шоке и овариальном феномене. Азербайджанский журнал фармации и фармакотерапии, Баку, 2010, № 2, стр. 28-31.
47. Сравнительный анализ уровня серотонина и гистамина в крови и лимфе при анафилактическом шоке и овариальном феномене. Азербайджанский медицинский журнал, Баку, 2011, № 1, стр. 44-46.
48. Определение уровня серотонина в крови и лимфе в сравнении с показателями иммуноглобулинов и при экспериментальном анафилактическом шоке и феномене Артюса. Естественные и технические науки, 2011, № 1, стр. 118—119.
49. Роль коагуляционного компонента гемо- и лимфостаза в патогенезе сердечно-сосудистых осложнений при дитизоновом диабете. Лауреат Республиканской государственной премии, заслуженный деятель науки, проф. Материалы научной конференции, посвященной 90-летию со дня рождения Тамерлана Азиза оглы Алиева, Баку, 2011, 319—320.
50. Роль активации перекисного окисления липидов при сахарном диабете в патогенезе внутрисосудистого свертывания крови и лимфы. Заслуженный деятель науки, лауреат республиканской государственной премии, проф. Материалы научной конференции, посвященной 90-летию со дня рождения Тамерлана Азиза оглы Алиева, Баку, 2011, 321—322.
51. Нарушения коагуляционного компонента гемостаза и лимфастаза при экспериментальном сахаре. Мат. XVI международный конгресс по реабилитации в медицине и иммунореабилитации. Париж, «Аллергология и иммунология». 2011, стр. 12, № 1, стр. 50.
52. Определение уровня железистых иммуноглобулинов и гистомина в крови и лимфе при экспериментальном анафилактическом шоке. Лауреат республиканской государственной премии Ö заслуженный деятель науки, проф. Материалы научной конференции, посвященной 90-летию со дня рождения Тамерлана Азиза оглы Алиева, Баку, 2011, 325—326.
53. Дамардаксили: ослабление крови и лимфы при экспериментальном диабете. Azərbaycan Tiib jurnalı Баку, 2011, № 3, стр. 52-55.
54. Изменения белкового обмена в крови в зависимости от видов токсических веществ, накапливающихся в брюшном выпоте в терминальной фазе перитонита. Журнал хирургии Казахстана. № 3 (27) 2011.
55. Влияние супероксиддисмутазы на лактирующую способность крови и лимфы и белковый обмен при тяжелом перитоните. Материалы научной конференции, посвященной 115-летию А. Алиева, Баку, 2012, стр. 36-37.
56. Антикоагулянтный эффект супероксиддисмутазы при остром перитоните. Материалы XVII Международного конгресса по реабилитации в медицине и иммунореабилитации. Нью-Йорк, США, 2012 г. С.234.
57. Иммуноглобулин E и G-зависимые изменения циркулирующих иммунокомплексов и активности комплемента при экспериментальном анафилактическом шоке и иммунокомплексных реакциях. Материалы XVI Мили конкресина по аллергологии и иммунореабилитации, Баку, 2012, с.30-36.
58. Внутрисосудистая активация свертывания крови и лимфы, значение их коррекции при транзиторной ишемии головного мозга. Материалы XVII Международного конгресса по реабилитации в медицине и иммунореабилитации. Нью-Йорк, США, 2012 г. С.263.
59. Адекватная коррекция нарушений лимфооттока сердца при сахарном диабете. Материалы практической конференции, посвященной 115-летию А.Алиева, 2012 г., стр.37-38.
60. Состояние свертывания лимфы и лимфатического дренажа сердца при экспериментальном сахарном диабете. Естественные и технические науки, 2012 № 3(59), с. 446—450.
61. Роль нарушений лимфооттока сердца и лимфатических нарушений в патогенезе сердечно-сосудистых осложнений при сахарном диабете. Азербайджанский кардиологический журнал, Баку, 2013, № 2, стр.20-26.
62. Патогенетический механизм нарушения лимфатического оттока сердца и несвертывающейся лимфы при экспериментальном сахарном диабете. Журнал Хирургии Казахстана, 2013, № 1, стр. 15-17.
63. Эффекты лимфодренажа сердца Клесаном при экспериментальном диабете. Материалы научной конференции, посвященной 70-летию Бахрама Мəммəдрəсула оглу Ашурова. Баку-2013, стр.-324.
64. Роль механизмов дамардаксила в нарушении тканевого лимфооттока при аллоксановом диабете. Материалы научной конференции, посвященной 70-летию Бахрама Мəммəдрəсула оглу Ашурова. Баку-2013, стр.-325.
65. Основы медицинской науки. Учебник Издательство «Табиб». 2013. 519 стр. Реальные кандидаты Халкина. Qoşa üldüz jurnalı, Баку, № 58, 2013, стр. 4-6.

### Художественно-публицистические книги
1. Отец и наследник. Баку 2003.

### Литературные статьи
1. Народная любовь бесконечна. Вершина мудрости Баку, 2004, № 6, стр. 18-19.
2. Всегда будет жить в воспоминаниях. Газета «Табиб», 2005, № 8, стр. 3.
3. Мудрый государственный деятель. Журнал «Саммит мудрости», 2005, № 2-3, стр. 9-10.
4. В период руководства Гейдара Алиева развитием Азербайджанского Медицинского Университета развитие медицинской науки находилось на высоком уровне. Газета «Пресинформа», 2005, № 4, стр. 6.
5. Мудрый государственный деятель. Общественно-политический журнал Гоша Ганад, Баку, 2006, стр. 30-31.
6. Азербайджан — колыбель медицинской науки. Газета «Лестница», № 4, 2006 г.
7. Кафедры медицинского университета будут переданы в учебно-терапевтическую клинику. Газета «Ени Азербайджан», 19.09.2007, стр.5.
8. Незабываемая историческая личность. Журнал «Двойная звезда» Баку 2012, № 02-03(49) С.2-3.
9. Основатель современного Азербайджана. Хорошие новости. Баку, 1 мая 2013 г., № 05 (82); п. 2.
10. Незабываемая историческая личность. Журнал «Двойная звезда», Баку, № 55, 2013, с. 2-4.